# Gruszka (Białoruś)
Gruszka (biał. Грушка, Hruszka; ros. Грушка, Gruszka) – wieś na Białorusi, w obwodzie brzeskim, w rejonie małoryckim, w sielsowiecie Łukowo.
W pobliżu znajduje się Rezerwat Biologiczny Łukowo.

## Historia
W dwudziestoleciu międzywojennym leżała w Polsce, w województwie poleskim, w powiecie brzeskim, w gminie Wielkoryta. Po II wojnie światowej w granicach Związku Sowieckiego. Od 1991 w niepodległej Białorusi.